# Batalla del Yaxartes
La batalla del Yaxartes fue una batalla librada en 329 a. C. por Alejandro Magno y su ejército macedonio contra los escitas en el río Yaxartes, ahora conocido como el Sir Daria. El sitio de la batalla se extiende a lo largo de las fronteras modernas de Uzbekistán, Tayikistán, Kirguistán y Kazajistán, justo al suroeste de la antigua ciudad de Taskent (capital moderna de Uzbekistán) y al noreste de la actual ciudad de Juyand (una ciudad en Tayikistán).

## Escenario
Cruzando el Helesponto en 334 a. C. Alejandro estaba decidido a convertirse en el nuevo monarca del Imperio aqueménida. Primero en la Batalla del Gránico, luego en la Batalla de Issos y, finalmente, en la batalla de Gaugamela, asestó una serie de golpes de los que la casa real aqueménida no pudo recuperarse. 
Durante las dos últimas batallas, Alejandro estaba decidido a capturar a Darío. Sin embargo, Darío había podido escapar en cada una de estas batallas. Si Alejandro lo hubiera podido capturar, habría sido extremadamente útil para asegurar la sumisión de la mayoría del imperio. Muchas de las provincias aqueménidas más allá de Mesopotamia eran prósperas y bien pobladas.
Después de la batalla de Gaugamela, los macedonios se vieron obligados a abandonar el campo donde habían sido victoriosos casi de inmediato. La pestilencia que los cadáveres habrían producido en su ejército podría haberlo destruido. Alejandro marchó a Babilonia para asegurar sus comunicaciones. Su intención era hacer de esta la capital administrativa de su imperio.
Tras esto, Alejandro pudo tomar el título de legítimo sucesor del emperador aqueménida lo cual hizo, pero aun había muchas regiones del antiguo imperio persa que se habían independizado aprovechando el vacío de poder y otras que se habían levantado en armas contra su nuevo gobernante Alejandro; una de estas regiones fue la satrapía nororiental de Bactria, que estaba poblada mayormente de muchos grupos distintos de jinetes nómadas conocidos colectivamente como escitas, incluyendo el de la tribu de los Sacas, esta tribu entraría en contacto directo con Alejandro cuando llegó a la región para dirigir la construcción de la ciudad de Alejandría Escate cuyo nombre significa "Última Alejandría" en griego en referencia a que era la última ciudad griega del imperio y que marcaría los límites nororientales de su nuevo imperio, y este proyecto aumento las tensiones entre macedonios y los sacas que empezaron a temer que Alejandro estaba pensando en lanzar una expedición para conquistar el resto de Escitia cuyo rey envió a su hermano Cartasis con un ejército montado a detener el avance macedonio por cualquier medio.
Los sacas eventualmente atacarían a soldados macedonios que Alejandro había enviado a imponer su autoridad a dichas regiones y culminarían cuando Alejandro pasaba con su ejército por la región y un grupo de soldados macedonios que se encontraban recolectando suministros fue atacado por sorpresa por un grupo de entre 20 y 30,000 nativos que después se retiró y ocupó un terreno elevado en el banco oriental del río Yaxartes.

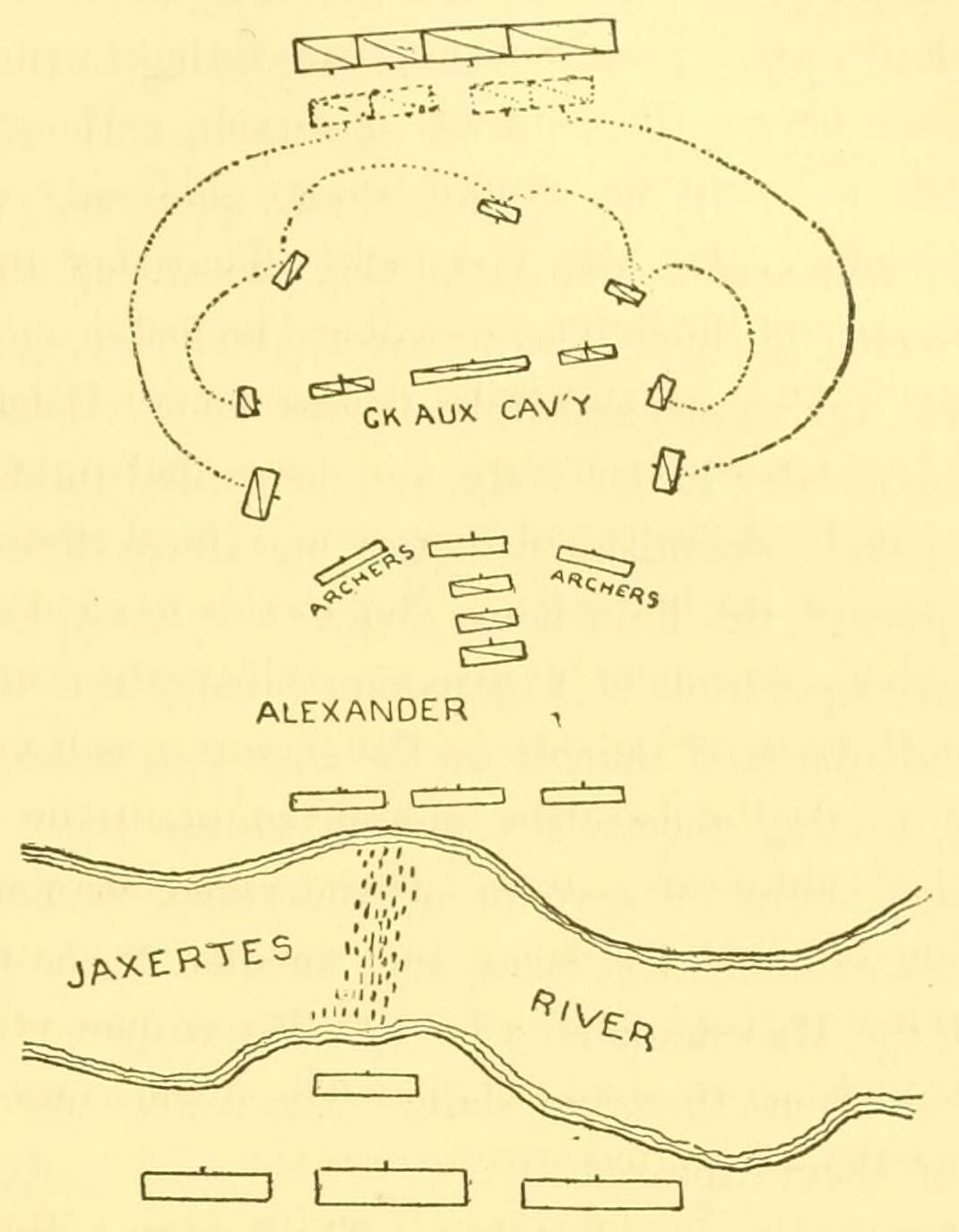
Bosquejo de la batalla.

Alejandro persiguió a los escitas desde el banco occidental del río pero en un principio Alejandro no se decidía a cruzarlo debido a que los sacrificios que había realizado a los dioses griegos como era su costumbre antes de todo combate habían resultado en portentos desfavorables, tras lo cual su sacerdote personal Aristander, le informo a Alejandro que atacar a los escitas en ese momento cuando los dioses no lo deseaban pondría en riesgo su vida. Sin embargo, los escitas habían seguido realizando actos de provocación contra los macedonios y Alejandro se decidió a atacarlos sin importar la situación religiosa.

## Disposición de los ejércitos
Los escitas habían ocupado la orilla norte del Yaxartes, confiando en que podrían vencer a los hombres de Alejandro mientras desembarcaban, pero subestimaron las habilidades colaborativas de la artillería, flota, caballería e infantería macedonia. En primer lugar, Alejandro ordenó que el cruce se completase de una sola vez, para que los arqueros enemigos enfrentaran más blancos de los que podían atacar; y ordenó a su artillería cubrir a los soldados en los barcos (Las catapultas tienen un rango más largo que los arcos). Este es el primer incidente registrado del uso de este tipo de enfoque.
Durante la posterior batalla del Hidaspes, Alejandro se encontraría de nuevo con el predicamento de cruzar un río mientras el enemigo se encontraba en el banco opuesto y atacaba a sus hombres que se encontraban en el agua. Durante esta batalla, Alejandro mandó un destacamento de sus mejores hombres a retirarse sin ser vistos y luego cruzar el río en un punto lejano y fuera de los ojos de su enemigo al que atacarían después por la retaguardia; tras esto, Alejandro realizó un cruce del río con sus hombres restantes y sincronizo el cruce para que coincidiese con el ataque del grupo que cruzó lejos. Está estrategia no hubiera funcionado en el Yaxartes dado que la región era una de planicies rectas en la que no era posible esconderse para mantener el elemento sorpresa por el enemigo hubiera podido haber visto un ataque por la retaguardia desde kilómetros de distancia (a diferencia del Hidaspes que es una región cubierta de espesa vegetación y selva); más aún, debido a esta falta de cobertura, el enemigo hubiera visto fácilmente a un grupo de hombres al escabullirse, por más veloces que fuesen y aunque hubieran salido de noche.
Debido a todo esto, Alejandro tuvo que idear una estrategia distinta.

## La batalla
Alejandro sabía que sería atacado inmediatamente mientras cruzara el río y para defender a los soldados en los flotadores forro las orillas del río con catapultas y con catapultas colocadas al frente de las embarcaciones, y luego utilizó estás armas para atacar a los escitas desde una distancia segura, ya que los flotadores eran demasiado inestables y los arqueros posicionados en su superficie hubieran sido incapaces de disparar con precisión;  adicionalmente, Alejandro no hizo que sus arqueros cubrieran el cruce desde la orilla del río ya que este era demasiado ancho y no poseían suficiente alcance.
Este ataque con catapultas sorprendió a los escitas que sufrieron muchas bajas en el mismo, incluyendo a uno de sus mejores y más populares guerreros que murió cuando un proyectil atravesó su escudo y su coraza, arrojándolo de su caballo. Después de esto, Alejandro envió a cruzar primero a sus arqueros que consolidaron una cabeza de playa en el banco opuesto, seguidos de la falange y la caballería. Con toda probabilidad los escitas normalmente se habrían retirado en este punto pero Alejandro quería neutralizar la amenaza de los ejércitos nómadas a sus fronteras de una vez por todas y no estaba dispuesto a dejar que el enemigo se escapara tan fácilmente y, habiendo cruzado todo su contingente, Alejandro mando a un escuadrón de caballeros mercenarios y cuatro escuadrones de lanceros a caballo a atacar a los escitas, en total siendo unos 500 hombres. Los nómadas no reconocieron la estrategia. En su sociedad, en la que las disputas de sangre eran comunes, ningún comandante habría sacrificado sus tropas para obtener una mejor posición para la fuerza principal.

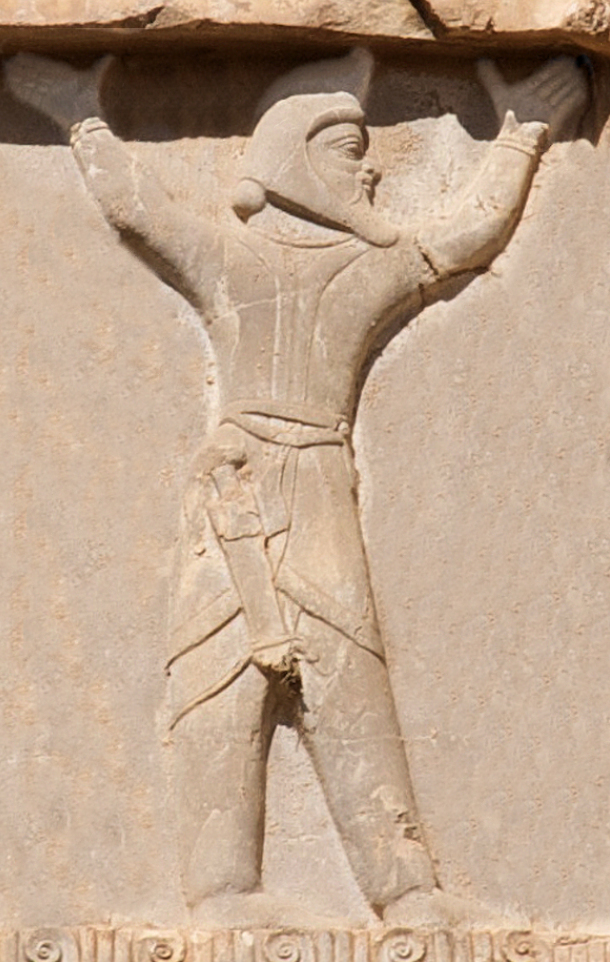
Soldado escita del este, en la tumba de Jerjes I.

Sin embargo, los escitas tenían una superioridad numérica tan abrumadora que los macedonios solo podían lanzar ataque tras ataque sin efecto alguno, tras lo cual los escitas rodearon a este contingente con arqueros a caballo y los atacaron con virtual impunidad; aunque el contingente macedonio tuvo el efecto de fijar a los escitas en sus posiciones y hacerlos vulnerables a una aproximación de la infantería macedonia y los batallones de arqueros cretenses de Alejandro, tras lo cual Alejandro mando un segundo grupo de arqueros mezclado con peltastas a atacar a los escitas y a un grupo de jabalineros montados acompañados de cuatro escuadrones de acompañantes de unos 4,000 elementos a atacar los dos flancos de los escitas; al mismo tiempo, Alejandro también atacó la sección media de las líneas enemigas con una unidad adicional de caballeros acompañantes. Los escitas se vieron rodeados por este segundo contingente macedonio, y el flanco escita más cercano al río comenzó a huir, chocando con sus compatriotas que estaban a sus espaldas en su huida.
Durante uno de los últimos asalto macedonio contra la colina y justo cuando un largo grupo de escitas emprendían la huida, Alejandro junto a sus hombres persiguieron a los escitas pero después de unos 15 kilómetros Alejandro tuvo que abandonar la persecución cuando recibió un impacto de flecha en la pierna que fracturo su fíbula; además, Alejandro había contraído disentería poco antes de la batalla y tenía una herida menor en la garganta que había sufrido durante una de las incursiones escitas previas a la batalla. Debido a todo esto, Alejandro no pudo seguir luchando junto con sus hombres aunque siguió dirigiendo a sus hombres que inicialmente se retiraron cuando vieron que Alejandro fue cargado fuera del campo de batalla pero que terminaron enfurecidos ante la herida de su rey y pocos minutos después lanzaron un nuevo asalto con tanta intensidad y ferocidad que capturaron la colina y derrotaron a los escitas que aún trataban de defenderla, gran parte de los cuales fueron masacrados. A raíz de su herida, Alejandro se vería obligado a ser transportado en litera durante meses.

## Consecuencias
Los escitas fueron rodeados y alrededor de 12,000 fueron masacrados, incluido su comandante, Satraces; el resto no fue masacrado solamente porqué una gran proporción de los hombres de Alejandro se encontraban enfermos de disentería tal como su rey (tanto Alejandro como sus hombres la contrajeron al tomar las aguas contaminadas del Yaxartes) y por eso no pudieron perseguirlos hasta aniquilarlos. adicionalmente, más de 150 prisioneros fueron capturados junto con 1,800 caballos. Por lo que sabían los macedonios y griegos, ningún comandante había podido detener y destruir a un ejército nómada además del padre de Alejandro, Filipo II, que había derrotado al rey escita Ateas en el 340 a. C.. Esto aumentó su moral y fue un golpe psicológico para los nómadas al norte del Yaxartes que pidieron una tregua, lo cual Alejandro aceptó.
El objetivo principal de Alejandro, sin embargo, nunca había sido someter a los nómadas sino pacificar la región; quería ir al sur, donde una crisis mucho más grave exigía su atención. Podía hacerlo ahora sin pérdida de prestigio y Alejandro además juzgó que perseguir y destruir completamente a los escitas hubiera sido muy costoso en vidas, tiempo y recursos. Por lo tanto, Alejandro propuso términos de una paz que fuera permanente y para hacer que el resultado fuera aceptable para los escitas liberó a los prisioneros de guerra sin rescate. Esta política fue exitosa: la frontera norte del imperio de Alejandro ya no enfrentaba una amenaza inmediata de los escitas.
Adicionalmente, la batalla también resultó en la consolidación del río Yaxartes como la frontera nororiental final del imperio de Alejandro; a partir de entonces, el río Yaxartes sería considerado por la civilización occidental como la frontera del mundo conocido hasta después del siglo XV con la llegada de la era de los descubrimientos.